# Zebra Fashion
Die Zebra Fashion AG mit Sitz in Mägenwil ist eine Schweizer Modehauskette. Sie betreibt in der Schweiz rund 100 Filialen. Das Angebot besteht hauptsächlich aus Bekleidungsartikeln, welche nach dem Modell von Fast Fashion unter dem eigenen Namen vertrieben werden.

## Geschichte
Nach strategischen Differenzen mit Jörg Weber, dem Mitgründer der Schweizer Modekette Chicorée, gründete Antonio Cerra 1995 sein eigenes Unternehmen. Die erste Filiale wurde in Baden eröffnet. Innert 15 Jahren wurde das Filialnetz auf über 100 Standorte ausgebaut. 2012 folgte die Eröffnung eines Logistikzentrums in Mägenwil.